# Sanchi
Sanchi (Hindi: सांची, Sāñcī) ist eine Ortschaft mit rund 8.500 Einwohnern im indischen Bundesstaat Madhya Pradesh. Bekannt ist Sanchi vor allem wegen der zum Teil aus dem 3. Jahrhundert v. Chr. stammenden buddhistischen Stupas, die zu den ältesten noch existierenden Bauwerken dieser Art gehören. Seit 1989 wird die gesamte archäologische Stätte von Sanchi von der UNESCO auf der Liste des Weltkulturerbes geführt.

## Lage
Sanchi liegt in einer Höhe von ca. 450 m ü. d. M. ca. 48 km (Fahrtstrecke) nordwestlich der Stadt Bhopal und ca. 10 km südwestlich der Stadt Vidisha, die bereits im 5. und 6. Jahrhundert v. Chr. eine bedeutende Handelsstation war. Sanchi hat eine eigene kleine Bahnstation, an der jedoch nur Regionalzüge halten; von dort ist die auf einem knapp 60 Meter hohen Hügel gelegene archäologische Stätte in ca. 15 Gehminuten erreichbar. Beim Eingang zum Gelände befindet sich ein Archäologisches Museum mit sehenswerten Exponaten (Ashoka-Kapitell, Reliquienkästchen, Skulpturen etc.).

## Geschichte

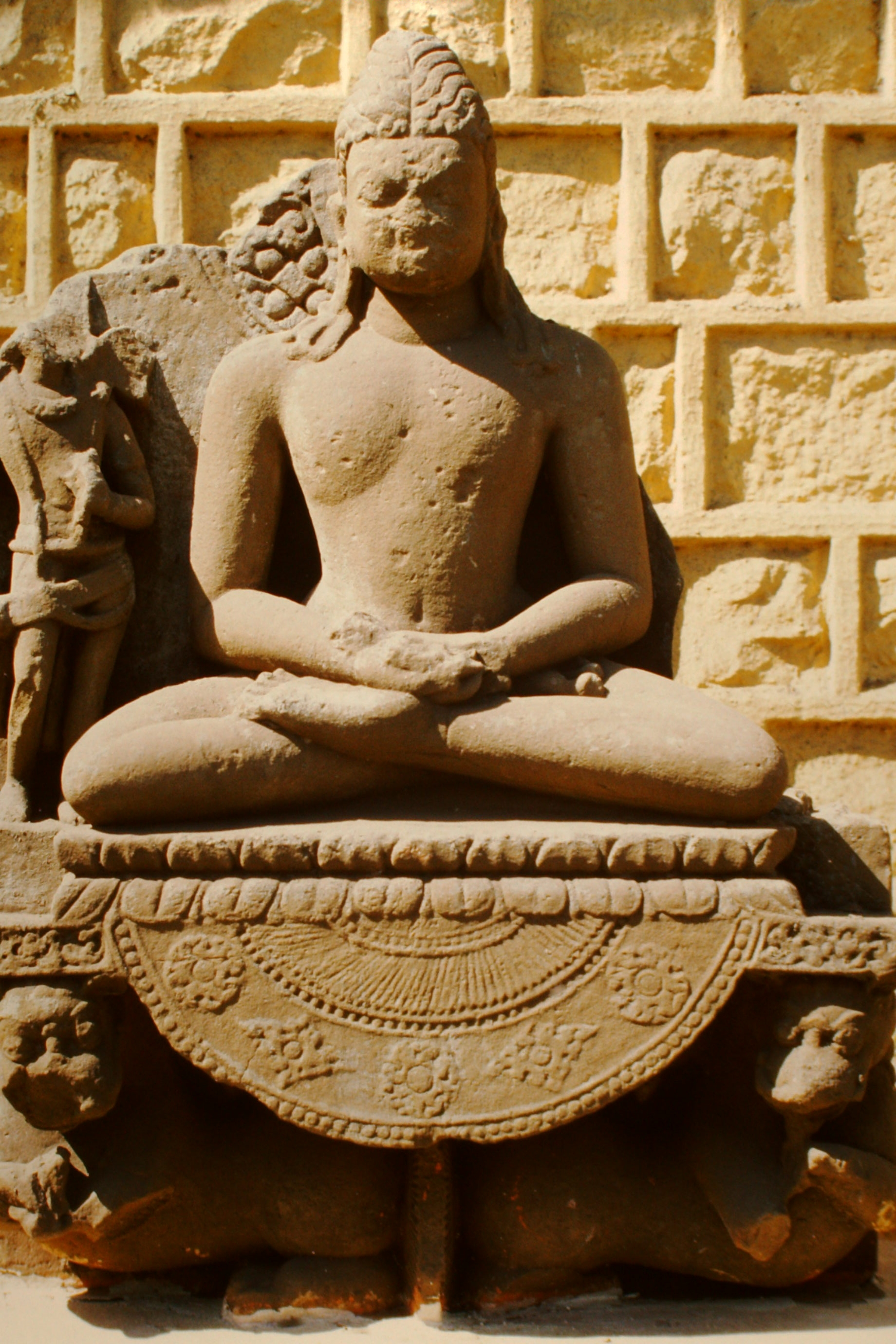
Sanchi – Buddha im Lotossitz, die Hände in Meditationshaltung (dhyanamudra). Die guptazeitliche Skulptur (ca. 400) am Stupa Nr. 1 zeigt den meditierenden und in tiefer Versenkung befindlichen Buddha auf einem von zwei Löwen getragenen Lotosthron, von dem eine reich „bestickte“ steinerne Decke herabhängt.

Die acht ältesten Stupas in und bei Sanchi (der alte Name des Ortes lautet Kakanaya oder Kakanadabota) sowie eine seiner berühmten Säulen wurden während der Regentschaft König Ashokas aus der Maurya-Dynastie (reg. ca. 268–232 v. Chr.) errichtet; seine Frau stammte aus der Nachbarstadt Vidisha. Weitere Stupas und andere religiöse Bauwerke (Tempel, Klöster) wurden – meist im Rahmen von Stiftungen – bis zum 12. Jahrhundert hinzugefügt, bis der Buddhismus schließlich durch den erstarkenden Hinduismus und den von Westen vordringenden Islam fast vollständig aus Indien verdrängt wurde (siehe Geschichte Indiens). Danach wurden die buddhistischen Bauwerke von der Bevölkerung kaum mehr beachtet; sie wurden von Büschen und Bäumen überwuchert und verfielen weitgehend.

## Restaurierung
Im Jahr 1818 stieß ein britischer Kolonialoffizier, General Taylor, auf die Ruinen. In der Folge plünderten Amateur-Archäologen und Schatzsucher die Stätten und richteten weitere Schäden an, bis im Jahr 1881 mit professionellen Restaurierungsarbeiten begonnen wurde. Zwischen 1912 und 1919 erfolgten unter der Leitung des Archäologen Sir John Marshall weitere Wiederaufbau- bzw. Restaurierungsmaßnahmen, durch welche die Bauwerke in den heutigen Zustand gebracht wurden.

## Bauten
Die archäologische Stätte von Sanchi umfasst rund 50 durchnummerierte Bauten bzw. Strukturen, darunter drei große und viele kleinere Stupas sowie eine Reihe von Tempel- und Klosteranlagen. Im Folgenden werden nur die wichtigsten Bauten beschrieben. Viele kleinere Votivstupas, Gedenk- oder Ehrensäulen oder weitgehend verschwundene Bauten, von denen nur die Fundamente erhalten sind, werden übergangen.

### Stupa Nr. 1

#### Baugeschichte

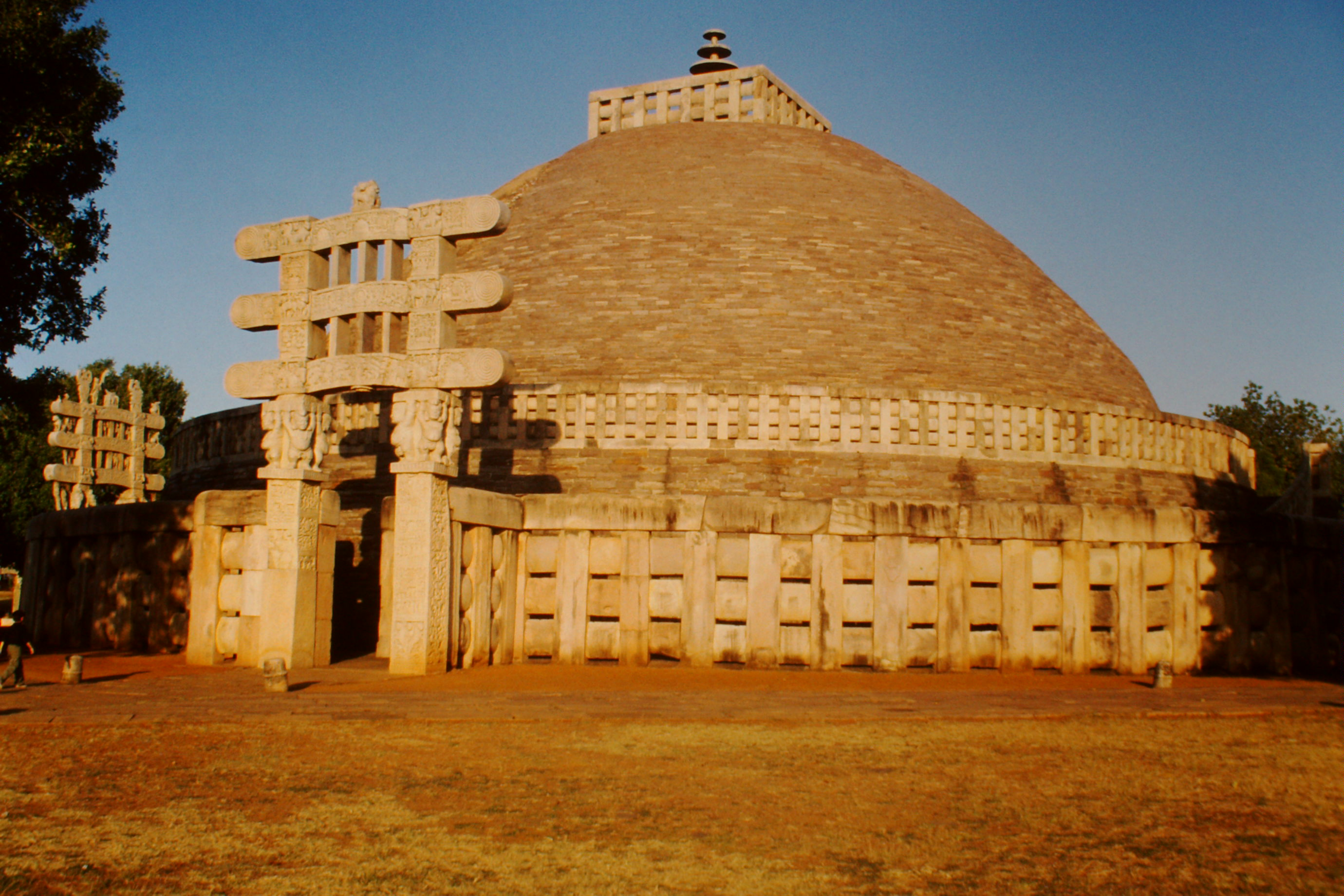
Sanchi – Der Stupa Nr. 1 ist von einem steinernen Zaun mit vier reichdekorierten Torbögen (toranas) umfasst.

Der „Große Stupa“ geht in seinen ältesten Teilen auf die Zeit König Ashokas zurück; er wurde jedoch Mitte des 2. Jahrhunderts v. Chr. fast zur Gänze neu aufgebaut und dabei auf die jetzigen Maße vergrößert. Dabei wurde eine komplette Verkleidung aus Sandstein aufgetragen und ein erhöhter Umgang samt Balustrade sowie ein befestigter Prozessionsweg ergänzt. Etwa um das Jahr 75 v. Chr. folgten vier steinerne Tore (toranas) mit detailreich ausgeführten Reliefs. Während der Gupta-Periode (4.–6. Jahrhundert) war es üblich geworden, den Buddha auch in menschlicher Form darzustellen, nicht nur repräsentiert durch Symbole wie das „Rad der Lehre“ (Sanskrit: dharmachakra), den „Fußabdruck des Buddha“ (buddhapada), den Bodhi-Baum oder eben den Stupa. Während dieser Zeit wurden vier Steinskulpturen des sitzenden und meditierenden Buddha an den Stupa-Außenmauern aufgestellt, die den Toren gegenüberliegen.

#### Architektur
Der kreisrunde heutige Stupa hat einen Durchmesser von 36,60 Metern und eine Höhe – ohne Ehrenzaun (harmika) und Schirmaufsatz (chhatri) – von 16,46 Metern. Er ist umgeben von einem weitgehend dekorlosen steinernen Zaun (vedika) mit vier reichdekorierten Toreingängen (toranas). Eine Treppe führt zu einem erhöhten Umgang, der außen von einer steinernen Balustrade eingefasst ist. Die für den buddhistischen Verehrungsritus so überaus wichtige Umschreitung (pradakshina) des Stupa war somit auf zwei Ebenen möglich, wobei davon auszugehen ist, dass die obere Ebene normalerweise nur den Mönchen oder aber hochgestellten und/oder wohlhabenden Gläubigen vorbehalten war. Im Unterschied zum Stupa Nr. 2 wurden im Innern von Stupa Nr. 1 keinerlei Reliquien oder Votivgaben gefunden.

#### Symbolik
Zu erwähnen ist die Tatsache, dass die frühen buddhistischen Stupas über keinen quadratischen Unterbau verfügen, der bei späteren Bauten dieser Art den begrenzten Erdenraum versinnbildlichen sollte, während die unendliche Kreis- bzw. Kuppelform in vielen frühen Kulturen mit dem Himmel gleichgesetzt wurde. Die Kuppelform wurde in der buddhistischen Tradition auch als Ei (anda) aufgefasst oder mit dem Berg Meru identifiziert. Der Schirm (chhatri) kann als reines Hoheitssymbol angesehen werden oder aber als Ende eines Stabes, der mit der Mitte des Universums verbunden ist und somit die Weltachse darstellt.

#### Tore

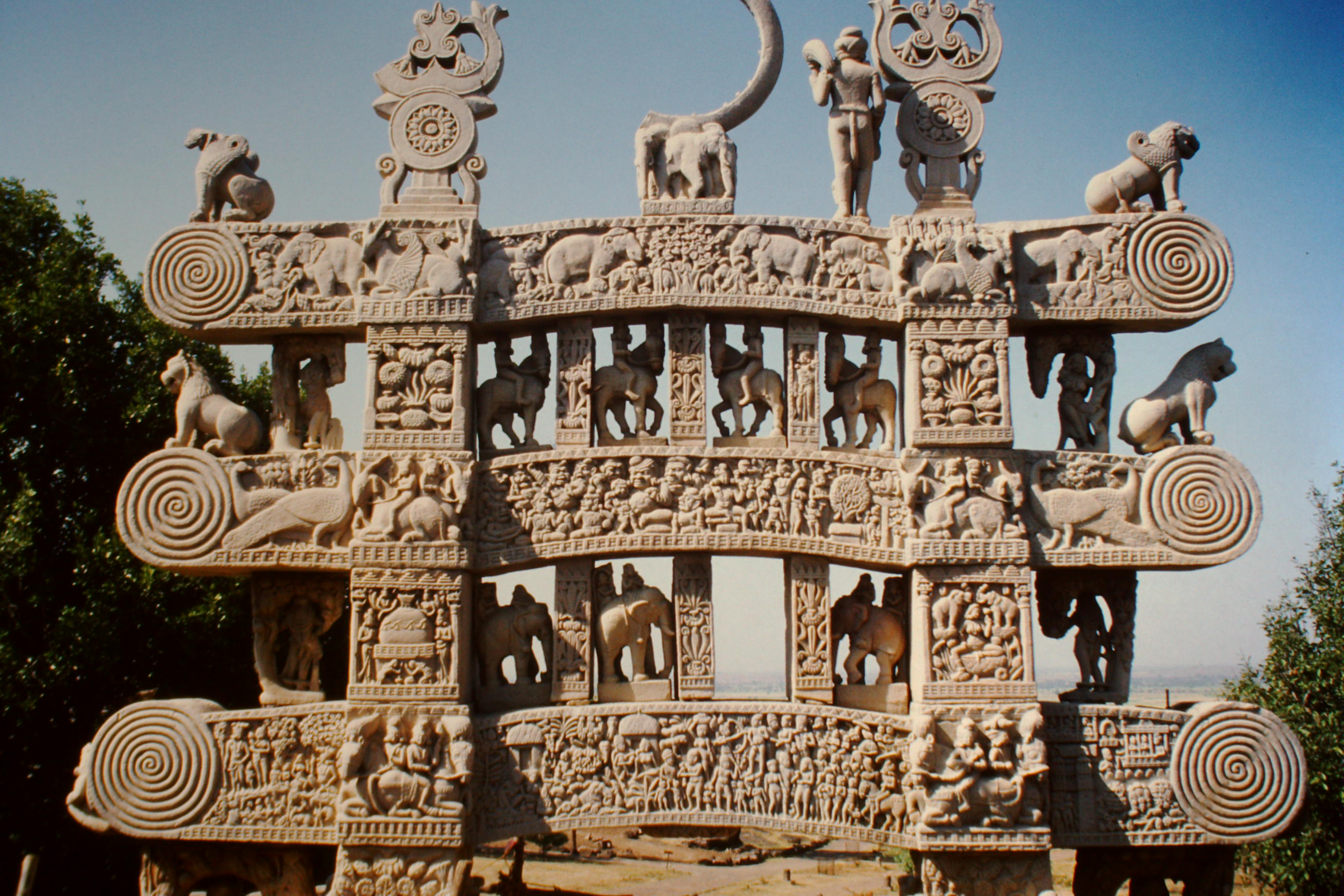
Sanchi – Das Nordtor des Stupa Nr. 1 ist mit erzählenden Reliefs und hoheitlich gemeinten vollplastischen Einzelfiguren geschmückt; vom alles überhöhenden Rad der buddhistischen Lehre (dharmachakra) mit seinen ehemals acht Speichen hat sich nur ein Bruchstück erhalten.

Die vier steinernen Torbögen (toranas) sind nach den vier Himmelsrichtungen ausgerichtet, was den universalen Charakter des Stupas bzw. der buddhistischen Lehre unterstreicht; sie wurden kurz nacheinander errichtet, denn an unterschiedlichen Toren finden sich dieselben Stifternamen. Jeder der über 8 Meter hohen Torbögen besteht aus zwei seitlichen Pfeilern, die oben mit jeweils drei monolithischen Bögen verbunden bzw. verzapft sind; die seitlich vorstehenden Bogenenden wurden jedoch separat gefertigt und suggerieren nur eine Verbindung mit dem jeweiligen Mittelstück. Die Gesamtkonstruktion scheint von – nicht erhaltenen – hölzernen Vorbildern abgeleitet worden zu sein.

#### Bauschmuck
Während die Pfeiler von Zaun und Balustrade nur mit wenigen Schmuckreliefs (Blumen und Tiere) und einigen Stifterinschriften versehen wurden, sind die vier Toranas überaus reich mit Reliefs und vollplastischen Figuren geschmückt. Die Reliefs erzählen zumeist Legenden aus der reichen buddhistischen Überlieferung (jatakas) mit Geschichten aus den zahllosen früheren Existenzen Gautama Buddhas, der als Erleuchteter (Bodhisattva) unzählige Leben durchlebt hat ohne ins Nirwana eingehen zu wollen, da er – erfüllt von Liebe und Mitleid – anderen Menschen helfen wollte, selbst zur Erleuchtung zu gelangen. Buddha bzw. Bodhisattva ist nicht in seiner menschlichen Gestalt abgebildet, sondern in verschiedenen Gestalten (als Elefant, als Stupa, als Rad etc.). Die Freifiguren stellen menschliche (Wächter, Diener, Reiter, Gespielinnen etc.) oder tierische Figuren (Löwen) dar und sind somit im Wesentlichen hoheitlich gemeint. Einige Szenen wiederholen sich an anderen Toren, manche sind in ihrer Bedeutung unklar.

### Stupa Nr. 2

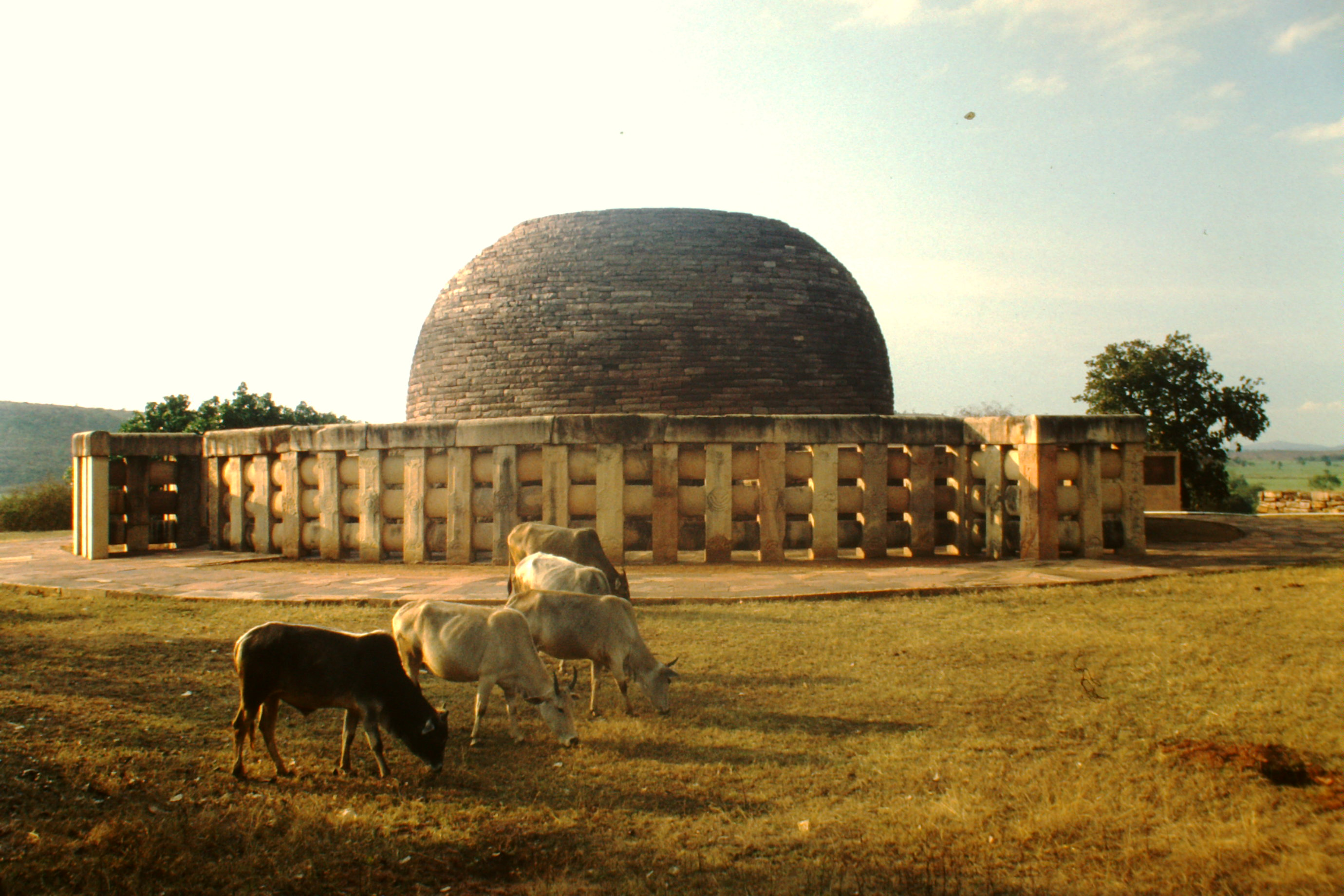
Sanchi – Der Stupa Nr. 2 stammt aus dem 2. Jahrhundert v. Chr.; Torbauten (toranas) fehlen, die steinerne Zauneinfassung mitsamt ihren vier abgewinkelten Zugängen ist überreich mit kleinen Flachreliefs verziert.

#### Architektur
Der Stupa 2 steht mehr als 300 Meter hügelabwärts vom Stupa 1 entfernt. Er hat eine gut erhaltene steinerne Einfassung – allerdings ohne freistehende Torbauten (toranas), dafür aber mit vier abgewinkelten Zugängen. Seine – im Vergleich zu den beiden anderen Stupas von Sanchi – steiler proportionierte bzw. rekonstruierte Wölbung ist bei der umfassenden Restaurierung (man kann fast von einem Neuaufbau sprechen) im oberen Bereich abgeflacht worden; ein Schirmaufsatz (chhatri) ist nicht erhalten. Der Stupa wird ins letzte Viertel des 2. Jahrhunderts v. Chr. datiert. Bei den Restaurierungsarbeiten gegen Ende des 19. Jahrhunderts wurde ein kleiner Reliquienbehälter mit Überresten wichtiger buddhistischer Lehrmeister des 3. Jahrhunderts v. Chr. gefunden, was die historische Entwicklung des buddhistischen Kults hin zu einer 'Heiligen'-Verehrung deutlich macht – ein Weg, der sich im tantrischen Buddhismus Nepals und Tibets sowie im Zen-Buddhismus Japans fortentwickeln sollte. Möglicherweise hat die abseitige und niedrigere Lage dieses Stupas etwas mit den weniger bedeutsamen Reliquien zu tun.

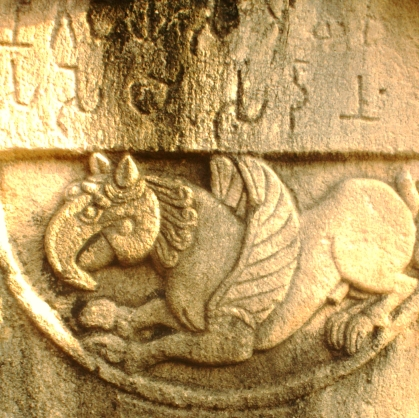
Sanchi – Stupa Nr. 2 Chimäre (Adlerlöwe) und Inschrift

#### Bauschmuck
Die Steinbalustrade ist überreich mit Blumen und Tieren (Greifen, Löwen, Elefanten, die oft als Mischwesen, Kentauren und Chimären, konzipiert sind) dekoriert, aber auch Yakshas, Makaras und Nagas kommen vor, wobei jedoch festzustellen ist, dass die handwerkliche Ausführung der Szenen in der Art von Flachreliefs – trotz all ihrer thematischen Originalität – deutlich weniger qualitätvoll ist als beim Stupa Nr. 1.
Darüber hinaus findet sich eine Vielzahl von Stiftungsinschriften, die zwar keine eindeutigen Daten zum Zeitpunkt der Stiftung beinhalten, aber immerhin darüber Auskunft geben, dass viele buddhistische Mönche (und auch Nonnen) – trotz des abgelegten Gelübdes der Besitzlosigkeit – Baustiftungen machten und auch Nichtbuddhisten Geldmittel und/oder Materialien zur Errichtung der Bauten oder aber Naturalien zur Versorgung der Handwerker zur Verfügung stellten. Darüber hinaus waren es manchmal auch die Handwerker selber, die sich als Stifter betätigten, indem sie beispielsweise einige Zeit ohne Lohn arbeiteten.

### Stupa Nr. 3

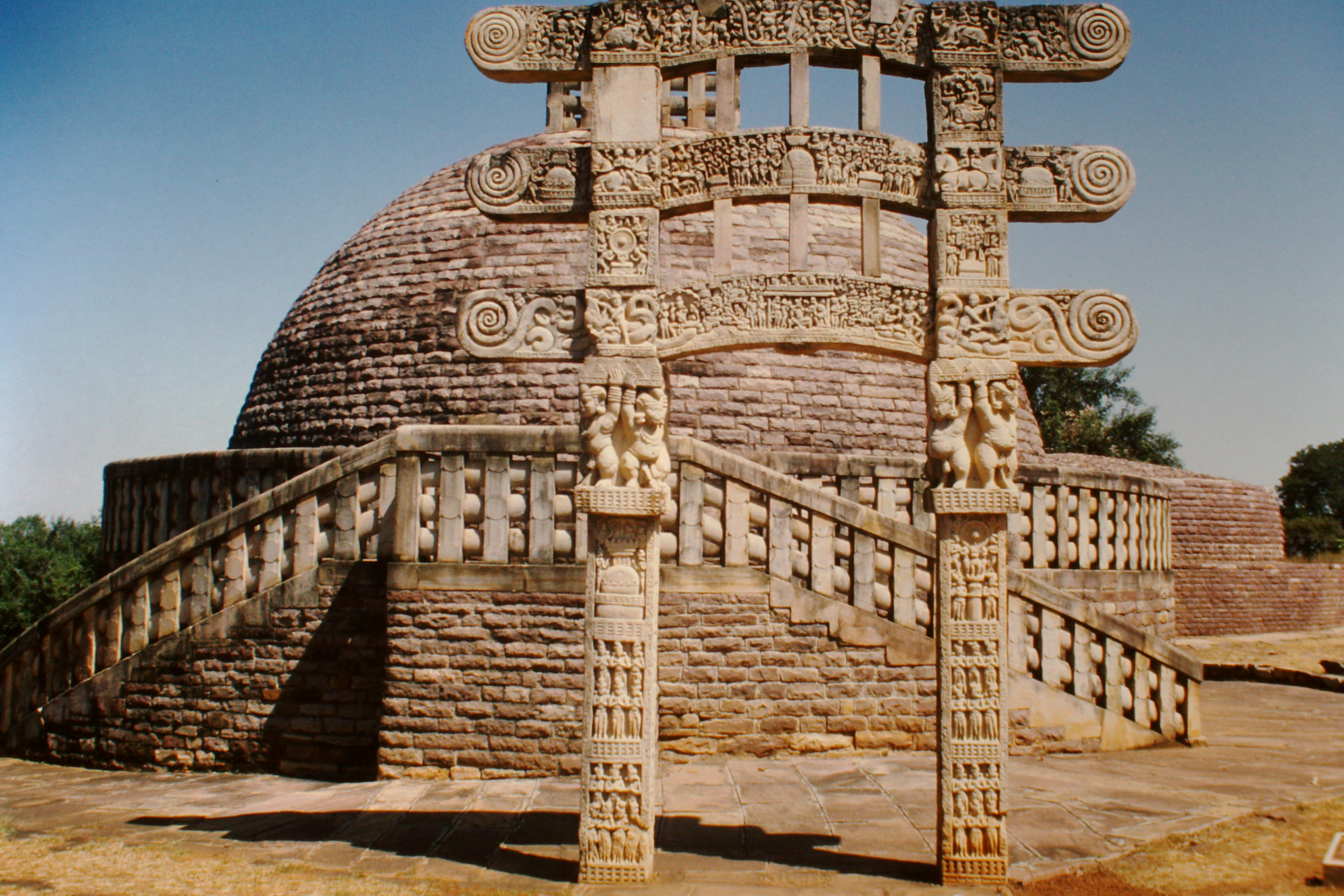
Sanchi – Der Stupa Nr. 3 stammt aus dem 2. Jahrhundert v. Chr.; Balustrade und Tor (torana) wurden wahrscheinlich im 1. Jahrhundert n. Chr. hinzugefügt.

#### Architektur
Mit seinem Durchmesser von etwa 15 Metern bei einer Höhe von etwas über 8 Metern (ohne Schirmaufbau) ist der Stupa Nr. 3 ein verkleinertes Abbild des Stupas Nr. 1; er verfügt auch nur über einen Torbau (torana). Der Stupa wird ins 2. Jahrhundert v. Chr. datiert; Balustrade und Torbau wurden später (möglicherweise im 1. Jahrhundert n. Chr.) hinzugefügt. Häufig wird berichtet, dass man bei Ausgrabungen und Restaurierungsarbeiten gegen Ende des 19. Jahrhunderts im Innern des Stupa eine – von einer großen Steinplatte bedeckten – Kammer mit zwei kleinen beschrifteten Reliquienkästchen fand, in denen Knochenreste zweier Lieblingsschüler Buddhas (Sariputra und Maudgalyayana) sowie einige Edelsteine und Perlen lagen; diese Geschichte könnte sich jedoch auch auf die zeitgleich erfolgte Ausgrabung in dem ca. 10 km westlich von Sanchi gelegenen Stupa von Satdhara beziehen.

#### Bauschmuck
Der untere Balken des Torbaus zeigt eine – in einer Felslandschaft spielende und von zwei Naga-Königen und ihren Dienern bzw. Gespielinnen eingerahmte – Szene, die als „Indras Paradies“ gedeutet wird.

### Tempel Nr. 17

#### Architektur

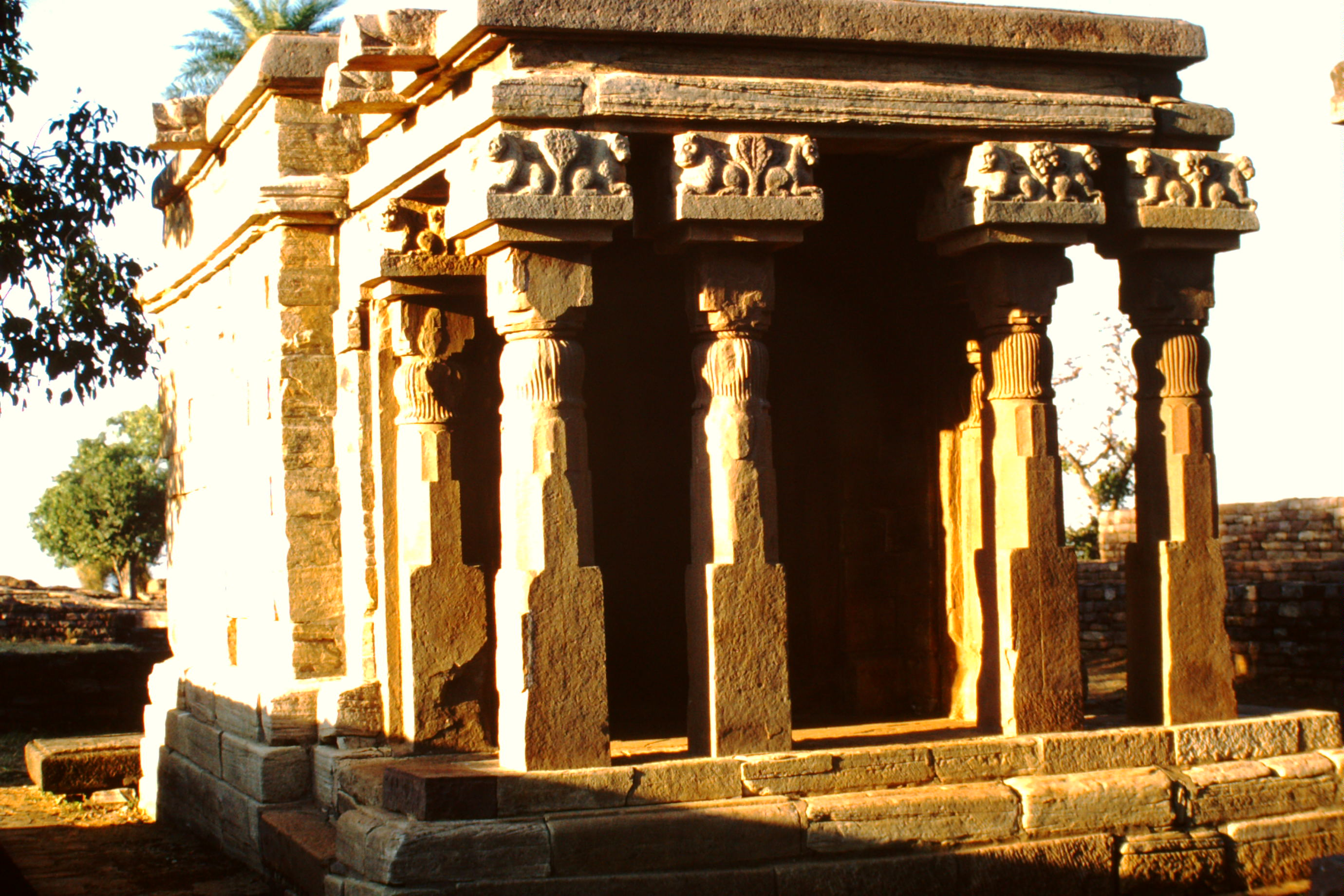
Sanchi – Der Tempel Nr. 17 gehört zur Gruppe der Gupta-Tempel und stammt aus dem frühen 5. Jahrhundert n. Chr.; er steht auf einer kleinen Plattform und ist flachgedeckt.

Abgesehen von den Stupas stehen im Bereich der archäologischen Stätte von Sanchi auch mehrere freistehende – jedoch größtenteils nur noch als Ruinen erhaltene – Steintempel, in denen ebenfalls Buddha verehrt wurde. Der Tempel Nr. 17 ist einer der frühesten freistehenden und gänzlich aus Stein errichteten Tempelbauten Indiens: Er gehört zur Gruppe der Gupta-Tempel und besteht aus einer kleinen, fensterlosen Cella (garbhagriha = 'Mutterschoßkammer') und einer von vier Säulen und zwei Halbsäulen gestützten Vorhalle (mandapa), die etwas niedriger und kleiner dimensioniert ist. Ein Betreten des Sanktums oder eine Umschreitung (pradakshina) des ehemals im Innern vorhandenen Kultbildes durch die Pilger war bei dieser Architekturform nicht möglich; vielleicht deshalb hat sich diese Tempelform im Buddhismus nicht durchgesetzt. Der mit großen Steinplatten flachgedeckte Tempel steht auf einer – vergleichsweise niedrigen – Plattform, die das Bauwerk und seine Besucher (Pilger) bei Starkregenfällen (Gewitter, Monsun) schützte.

#### Bauschmuck
Die Bauzier beschränkt sich auf die Säulen der Vorhalle und das Türportal des Sanktums. Die Säulen und Halbsäulen der Vorhalle sind in ihrem Sockelbereich nur kubisch behauen; darüber finden sich acht- und sechzehneckige – mit Kanelluren versehene – Säulenteile, die in einem glockenförmigen Element enden, welches wiederum von einem würfelförmigen Block und mehreren quadratischen Kämpferplatten überhöht wird. Die oberen Teile des Kämpfers sind jeweils mit vier bzw. zwei Löwen – einem Hoheitszeichen, das auch apotropäische (Unheil abwehrende) Bedeutung haben kann – geschmückt. Das Türportal ist zweifach nach innen abgestuft; der innere Türrahmen zeigt umlaufende vegetabilische Ornamente. Figürlicher Schmuck fehlt; eine noch Ende des 19. Jahrhunderts im Tempelinneren vorgefundene – auf einem Lotosthron sitzende – Buddhafigur ist verschwunden.
Der Bauschmuck der Säulen und der Portalgewände ist etwas einfacher gestaltet als der des Kankali Devi-Tempels in Tigawa (siehe Gupta-Tempel); deshalb kann man von einer etwas früheren Bauzeit ausgehen (ca. 400–410).

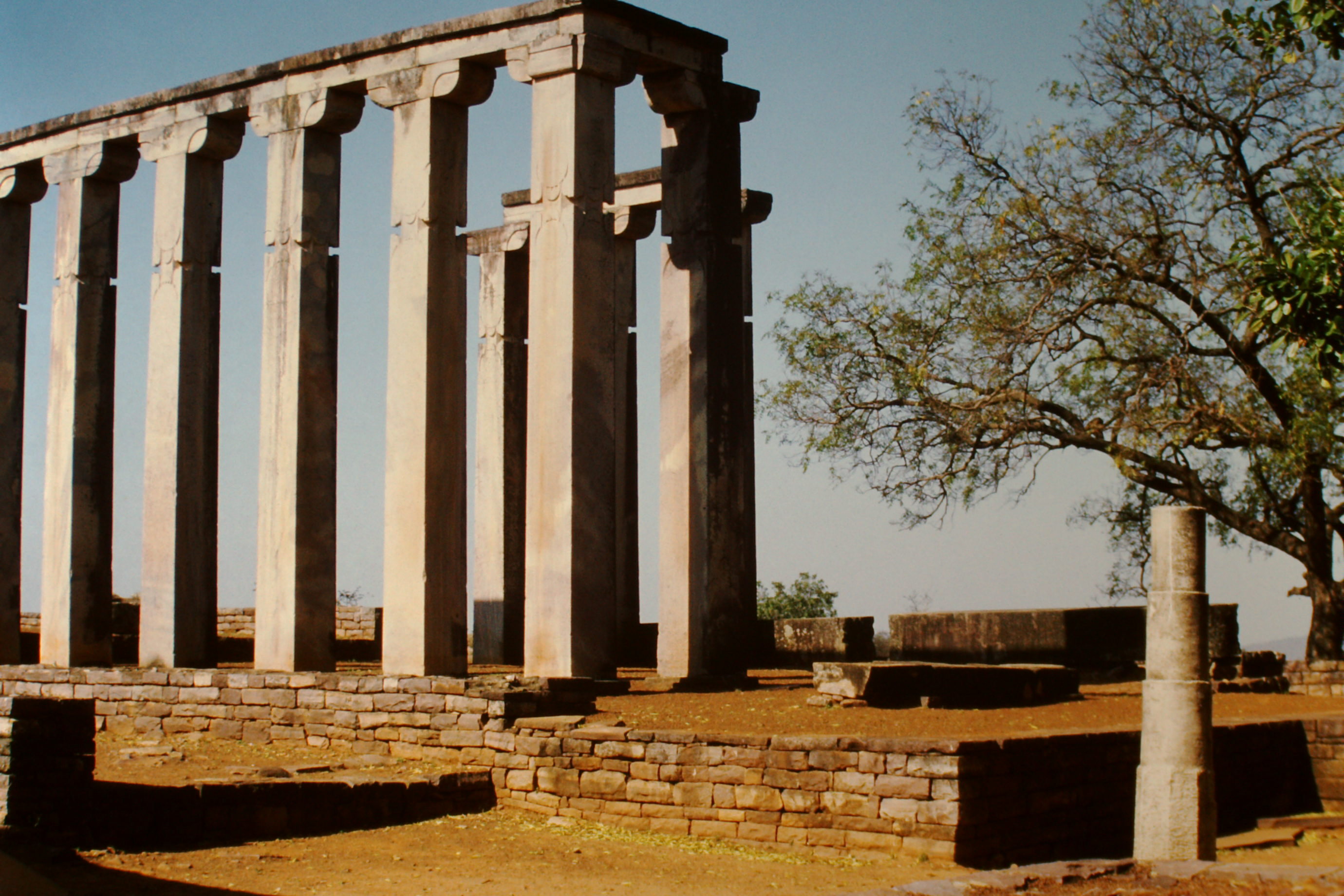
Sanchi – Der einstmals äußerst imposante Tempel Nr. 18 stammt aus dem 7.–10. Jahrhundert; nur Teile der einstmals über 5 Meter hohen Vorhalle (mandapa) sind erhalten.

### Tempel Nr. 18

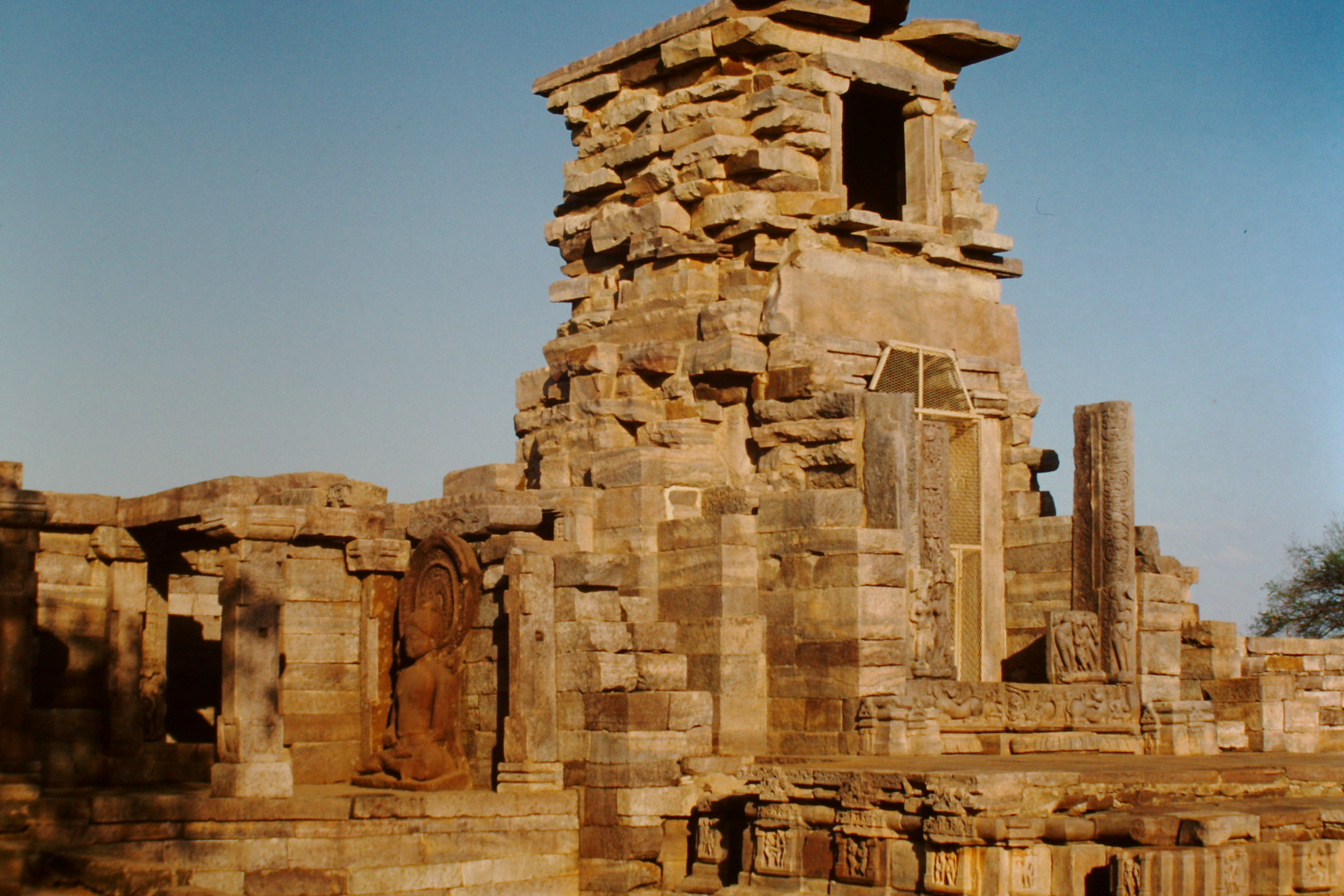
Sanchi – Der Tempel Nr. 45 stammt aus dem 7./8. Jahrhundert; die obere – nur über eine Leiter erreichbare und mit drei schweren Steinplatten gedeckte – Kammer diente möglicherweise zur Aufbewahrung des Tempelschatzes.

Von dem unmittelbar neben dem Tempel Nr. 17 auf einer kleinen Plattform stehenden und aufgrund seiner Dimensionen noch heute imposanten Tempel Nr. 18, einer einschiffigen apsidialen Halle mit offener Vorhalle (mandapa) aus dem 7.–10. Jahrhundert, existieren nur noch neun monolithische Pfeiler der mehr als 5 Meter hohen und nach drei Seiten offenen Vorhalle (mandapa) mit aufruhenden steinernen Architravbalken. Die apsidiale Form des Tempels erinnert an die erhaltenen Chaitya-Hallen buddhistischer Höhlentempel, die eine Umschreitung (pradakshina) des Kultbildes (in frühbuddhistischen Zeiten stets ein etwa 2 bis 4 Meter hoher anikonischer Stupa; ab dem 4. oder 5. Jahrhundert eine – meist sitzende – Darstellung Buddhas vor einem Stupa) durch Mönche und Pilger ermöglichten. Wahrscheinlich war komplette Bau von einem hölzernen Gewölbe überdacht, welches jedoch schon vor Jahrhunderten eingestürzt ist und den baulichen Verfall des Tempels einleitete.

### Tempel und Kloster Nr. 45
Die ehemals reich mit Skulpturenschmuck versehenen Bauten stammen ursprünglich aus dem 7. oder 8. Jahrhundert, wurden jedoch bereits ca. 100 Jahre später erneuert und erweitert, wobei ältere Teile (Pfeiler, Figuren etc.) als Spolien wiederverwendet wurden; der gesamte Komplex ist heute jedoch arg ruiniert. Wichtigster Teil sind die Überreste eines – auf einer ca. 1,50 Meter hohen Umgangsplattform stehenden – Tempels mit einem Aufbau oberhalb der Cella (garbhagriha), der als Schatzkammer gedient haben könnte. (Viele Tempel verfügten über große Finanzmittel in Form von Geld, Schmucksteinen, Edelmetallen etc., die nicht sofort verbraucht bzw. verbaut werden konnten und somit eine Art „Zukunftssicherung“ darstellten.) Seitlich des Türportals finden sich zwei figürliche Reliefs der Flussgöttinnen Ganga und Yamuna, die eigentlich der hinduistischen Vorstellungswelt entstammen, aber auch in buddhistischen und jainistischen Tempeln als Türwächter zu finden sind. Im Innern der Cella hat sich das Bildnis eines – auf einem Lotosthron sitzenden – Buddhas erhalten. Der ehemalige Klosterbereich liegt weitgehend in Ruinen.

## Bedeutung
Der archäologische Komplex von Sanchi ist der einzig erhaltene seiner Art in Indien; auch wenn er keine Höhlentempel umfasst, dokumentiert er doch die Entwicklung buddhistischer Architektur – und damit auch buddhistischen Denkens – über einen Zeitraum von beinahe 1500 Jahren. Neben der archäologischen Stätte von Sarnath sowie den Höhlentempeln von Bhaja, Karli, Ajanta und Ellora gehört Sanchi zweifellos zu den großartigsten buddhistischen Sehenswürdigkeiten Indiens.
Seit einigen Jahren wird Sanchi wieder von buddhistischen Pilgern und Pilgergruppen aus anderen Ländern Asiens (v. a. aus Japan und Sri Lanka) besucht.

## Umgebung
Von Sanchi bzw. von Vidisha aus sind auch andere Sehenswürdigkeiten zu erreichen:
- Satdhara- und Sonari-Stupas
- Udayagiri-Höhlentempel (ca. 400 n. Chr.)
- Heliodoros-Säule (ca. 100 v. Chr.)
- Gyaraspur, Hindu- und Jain-Tempel (ca. 1000 n. Chr.)
- Udaipur (Madhya Pradesh)
- Eran
- Pathari und Badoh